# Randy the Band
Randy the Band är ett musikalbum från 2005 av det svenska punkrockbandet Randy.

## Låtlista[1]
1. "Punk Rock High"
2. "Razorblade"
3. "Better Than Art"
4. "Evil"
5. "Bahnhof Zoo"
6. "Nothing on Me"
7. "I Raise My Fist"
8. "Red Banner Rockers"
9. "The Pretender"
10. "Going Out with the Dead"
11. "Teenage Tiger"
12. "Rich Boy"
13. "Losing My Mind"
14. "Promise"
15. "The World Is Getting Bored"